# Rona
Rona (Schots-Gaelisch: Rònaigh), soms South Rona genoemd om verwarring met North Rona te voorkomen, is een eiland in de Binnen-Hebriden, ten noorden van het buureiland Raasay en ten oosten van het schiereiland Trotternish van Skye. Het eiland heeft een oppervlakte van 9,3 km².